# Bremgarten bei Bern
Bremgarten bei Bern là một đô thị ở huyện Bern ở bang Berne ở Thụy Sĩ. Đô thị này có diện tích 1,9 km², dân số tháng 12 năm 2018 là 4386 người.
Tại đây có vòng đua Bremgarten, một khu đua của giải đua mô tô Grand Prix đã từng tổ chức giải Swiss Grand Prix.